# Chondroderris
Chondroderris is een monotypisch geslacht van schimmels uit de orde Helotiales. Het bevat alleen Chondroderris nevadensis.